# Johann Parler l'Aîné

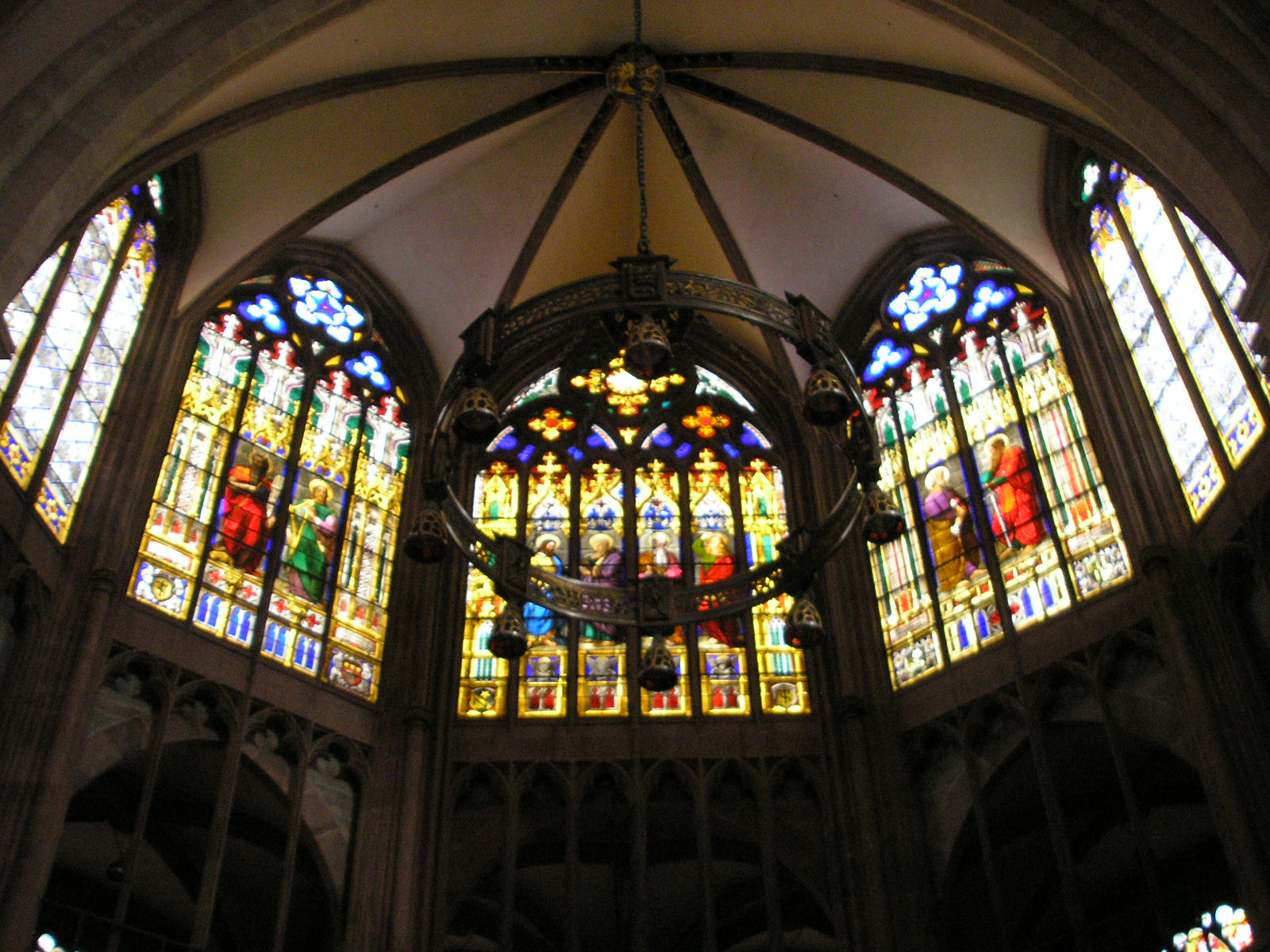
Cathédrale de Bâle : la claire-voie restaurée après le tremblement de terre de 1356.

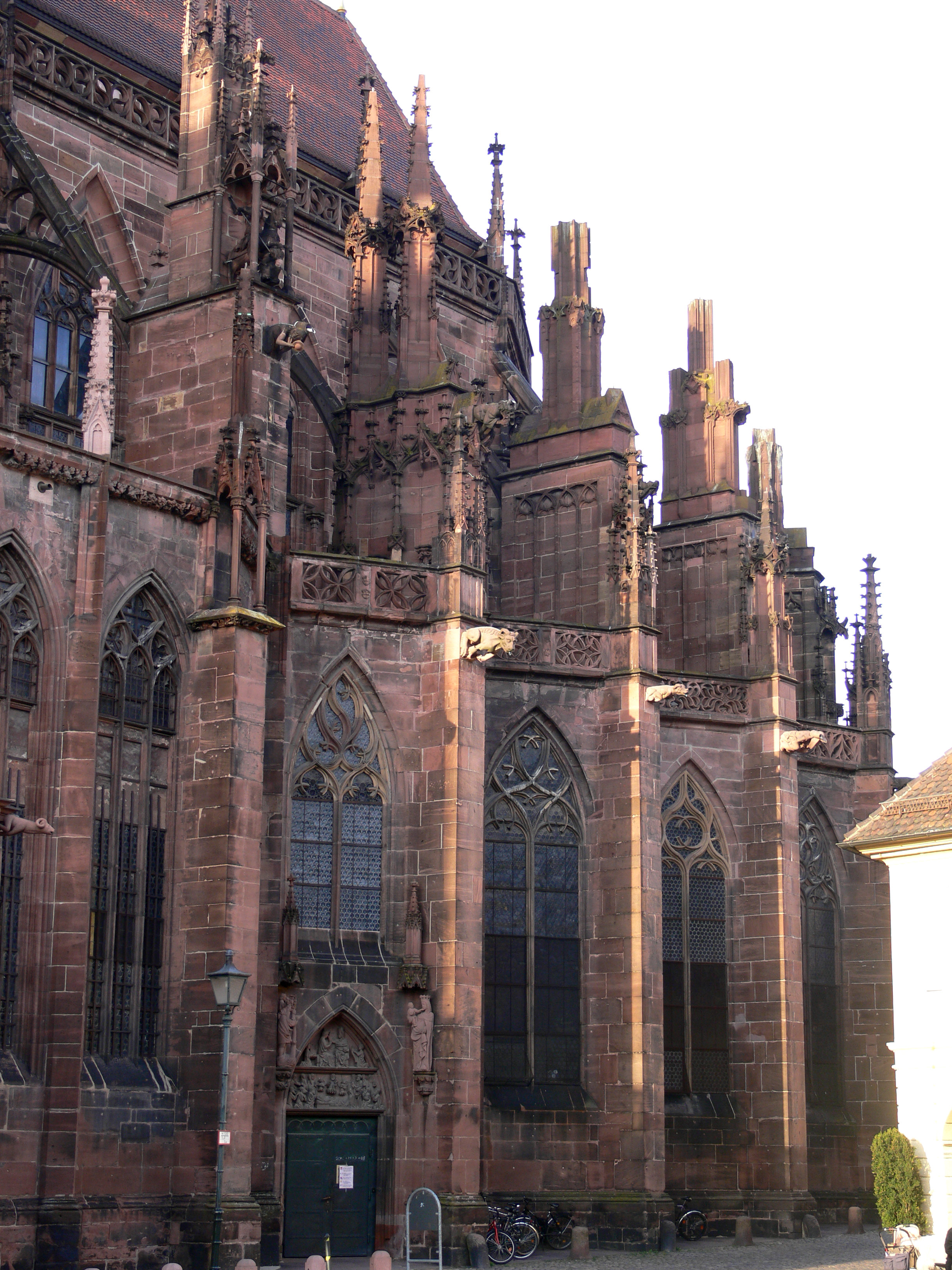
Le chœur de la cathédrale de Fribourg, à gauche la sacristie.

Johannes von Gmünd, né vers 1320-30, probablement à Schwäbisch Gmünd, et mort après 1359, est un architecte du gothique allemand qui appartenait probablement à la famille Parler. Il est peut-être le fils aîné du constructeur et architecte Heinrich Parler et le frère de Michael et Peter Parler. Il est parfois appelé Johann(es) Parler l'Aîné pour le distinguer de son possible neveu Johann Parler le Jeune.

## Biographie
Il est attesté que Johannes von Gmünd et sa femme Katharina sont à Bâle entre 1357 et 1359. Il y dirige la restauration de la cathédrale, en particulier du chœur, devenue nécessaire en raison du tremblement de terre de 1356..
Le 8 janvier 1359, Johannes von Gmünd est embauché comme « citoyen de Fribourg » pour diriger la construction du nouveau chœur commencé en 1354 à la Cathédrale Notre-Dame de Fribourg, et nommé contremaître à vie. La marque de tâcheron de Johann représentant une équerre est jointe au certificat reçu. Cette marque apparaît également sur le buste de Peter Parler dans la cathédrale Saint-Guy de Prague, et conforte la thèse de l'appartenance de Johann à la famille Parler. Johannes avait auparavant travaillé sur le chœur de Fribourg mais sa participation à la construction est discutée. La durée de son activité ne peut être déterminée avec précision.

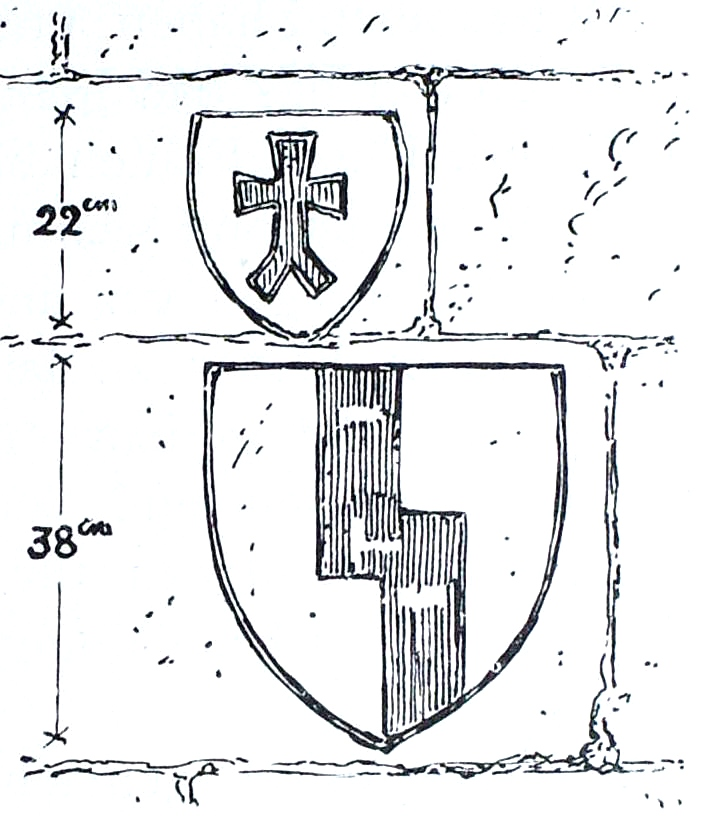
L'équerre est présente sous le sceau du chantier de la cathédrale de Fribourg. Le lien avec Johann von Gmünd n'est pas certain.

D'autres œuvres sont attribuées à Johannes : en raison de son origine de Gmünd et de son appartenance présumée à la famille Parler, on suppose qu'il a repris le bâtiment du chœur de la cathédrale de la Sainte-Croix à Schwäbisch Gmünd après la mort de Heinrich Parler l'Aîné.
Selon Eduard Paulus , il participe à la construction du chœur de l'abbaye de Zwettl, réalisé de 1343 à 1348, puisque le plan d'étage du chœur de Zwettl coïncide avec celui du chœur de la cathédrale Sainte-Croix à Schwäbisch Gmünd.

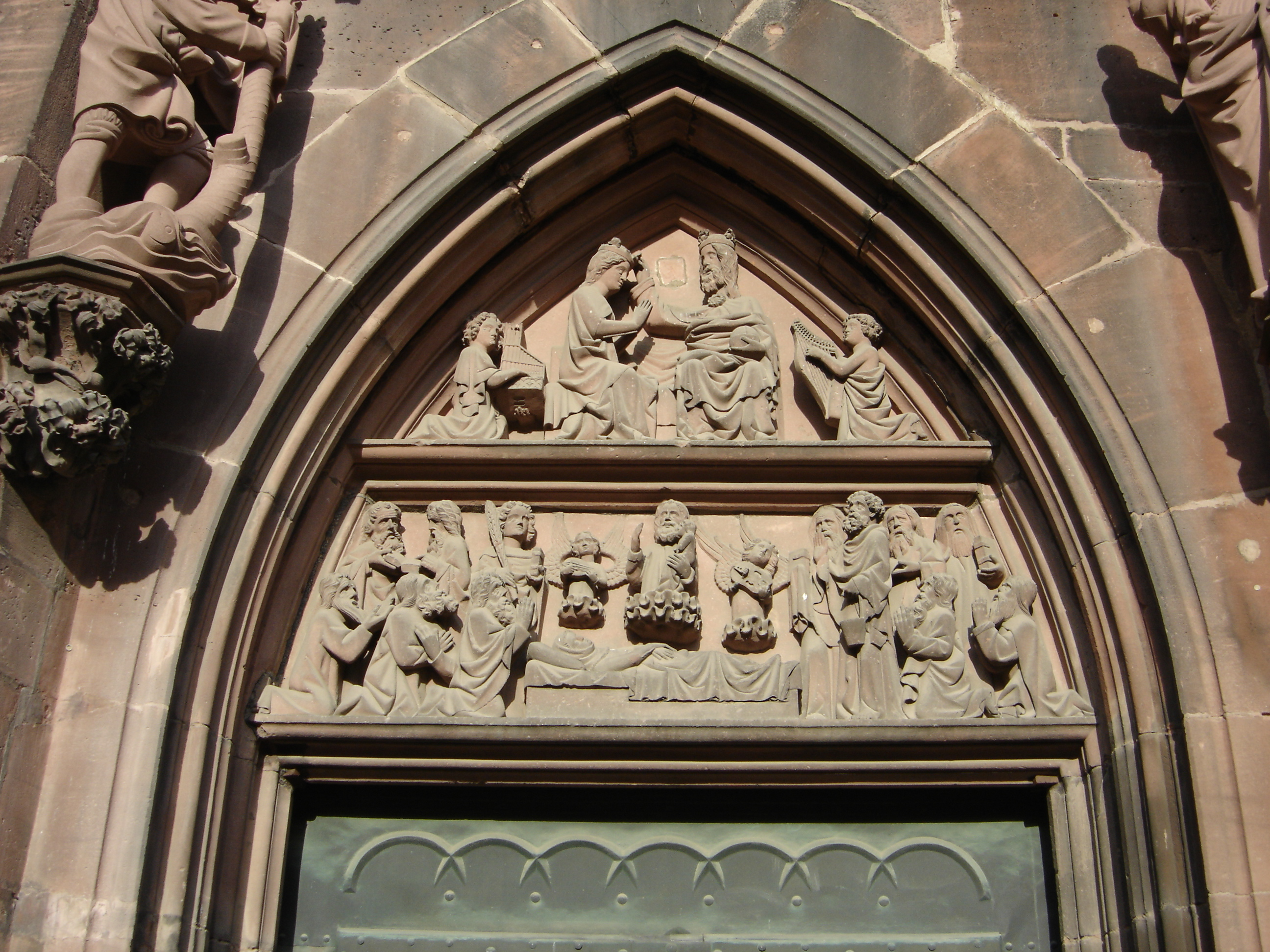
Portail sud de la cathédrale de Fribourg.

On ne sait pas si Johannes von Gmünd était également sculpteur. Les deux portails du chœur, décorés de personnages, datent de l'époque de son activité à Fribourg.

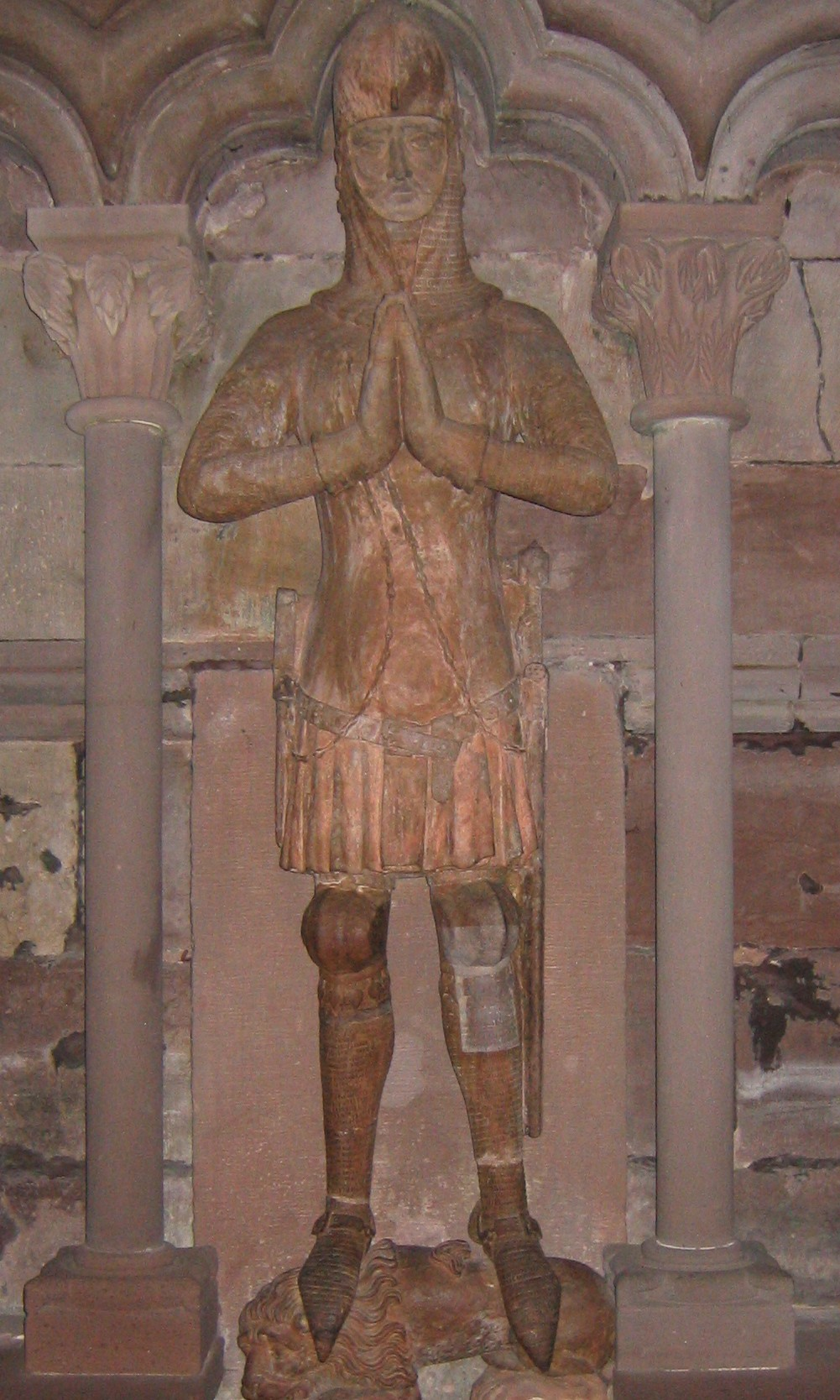
Tombeau supposé de Berthold V dans la cathédrale de Fribourg.

Le prétendu tombeau de Berthold V provient également de son atelier, mais il représente en fait l'un des comtes de Fribourg, vraisemblablement Friedrich (mort en 1356). D'après Kurt Bauch, entre autres, ce tombeau aurait inspiré Peter, le jeune frère de Johann, pour les tombeaux des Přemyslides à la cathédrale Saint-Guy de Prague.

## Enfants possibles
Les liens familiaux suivants ne sont pas certains.
- Maître Michael de Fribourg, contremaître de la cathédrale de Strasbourg en 1383 ;
- Maître Johann de Fribourg, nommé Giovanni da Firimburg en 1390 comme l'un des maîtres artisans allemands de la cathédrale de Milan et probablement aussi appelé Johann l'Allemand. Un fils de Johann de Fribourg pourrait être Maître Pietro di Giovanni, né à Fribourg, chef du chantier de la cathédrale d'Orvieto en 1402[8].